# 胡公岩摩崖石刻
30°4′16″N 121°9′31″E / 30.07111°N 121.15861°E
胡公岩摩崖石刻是中国浙江省宁波余姚市境内的一处古代摩崖石刻，位于余姚城区以北、胜归山南坡胡公岩。为纪念胡宗宪治姚及抗倭功绩，明嘉靖四十年（1561）于胜归山凿其冕官坐像，胡公岩因而得名。山前曾建有刘将军庙（祀刘牢之）和复初书院，后坍塌，明万历二十年（1592）改建为主奉观音的灵岩禅院，俗称胜归山庙。以胡公像为中心，至民国时已依山雕凿各式造像共计八龛十四尊，包括观音及侍童像、弥勒像、济公像、罗汉像和释迦牟尼立像等，同时雕凿了众多先贤名句和文人诗词。造像体形较大，神态各异，但工艺一般，显示晚期佛像雕刻渐趋式微之势。

## 图集
- 胜归山入口牌坊
- 观音殿
- 摩崖石刻全景
- 罗汉像其一
- 罗汉像其二
- 弥勒像
- 济公像
- 观音阁
- 观音阁室内，观音像